# الجفر
الجفر یک منطقهٔ مسکونی در اردن است که در استان معان واقع شده‌است.

## خصوصیات
الجفر ۱۳٬۰۰۰ نفر جمعیت دارد.